# Championnats d'Europe de judo 1953
Navigation
Édition précédente Édition suivante
La 3e édition des championnats d'Europe de judo, s'est déroulée le 16 novembre 1953 à Londres, au Royaume-Uni. En fait, la compétition s'est résumée à une seule épreuve individuelle en "toutes catégories" remportée par le Néerlandais Anton Geesink et une épreuve par équipes enlevée par la France. 

## Résultats

### Individuels
| Épreuves                         | Or                  | Argent                | Bronze |
| -------------------------------- | ------------------- | --------------------- | ------ |
| Toutes catégories catégorie Open | Anton Geesink (NED) | Bernard Pariset (FRA) |        |

### Par équipes
| Épreuves    | Or                                                                           | Argent                                                                          | Bronze |
| ----------- | ---------------------------------------------------------------------------- | ------------------------------------------------------------------------------- | ------ |
| Par équipes | Pays-Bas Jan de Waal Anton Geesink Dik Koning Jan Rapmund Piet van den Geest | France Jacques Belaud André Collonges Henri Courtine Jean de Herdt Michel Dupré |        |

## Tableau des médailles
Les médailles obtenues dans la compétition par équipes ne sont pas comptabilisées dans le tableau de médailles.
| Rang  | Nation   | Or | Argent | Bronze | Total |
| ----- | -------- | -- | ------ | ------ | ----- |
| 1     | Pays-Bas | 1  | 0      | 0      | 1     |
| 2     | France   | 0  | 1      | 0      | 1     |
| Total | Total    | 1  | 1      | 0      | 2     |

## Sources
- JudoInside.com.

- Epreuve par équipes sur le site allemand sport-komplett.de.